# Halbmeilenbach
Der Halbmeilenbach ist ein gut 2 Kilometer langer Bach im unterfränkischen Landkreis Kitzingen, der in der Gemeinde Volkach verläuft und in der Gemeindeteilgemarkung Rimbach von links und Osten in den Halbmeilensee mündet, der von der dort am Oberlauf noch Rotenbach genannten Sommerach durchzogen wird.

## Geographie

### Verlauf
Der Halbmeilenbach entspringt etwa 1,5 Kilometer nordwestlich des Volkacher Gemeindeteils Eichfeld auf einer Höhe von etwa 249 m ü. NHN. Er fließt fast bis zuletzt in Richtung Westen. Bereits nach wenigen Metern wird der Bach von einem unbenannten linken Zufluss gespeist. Er passiert einen unbenannten, am rechten Ufer liegenden See und unterquert in der Folge die Staatsstraße 2260. Der Halbmeilenbach durchquert dann der Südseite der Staatsstraße entlang den sogenannten Hartwald mit der Forstabteilung Hut. Er wendet sich darin zuallerletzt nach Südwesten auf den Halbmeilensee zu, der von der noch Rotenbach genannten Sommerach durchflossen wird, und mündet auf einer Höhe von ungefähr 221 m ü. NHN in das Stillgewässer. 
Sein etwa 2,1 km langer Lauf endet ungefähr 28 Höhenmeter unterhalb seiner Quelle, er hat somit ein mittleres Sohlgefälle von etwa 13 ‰.

### Einzugsgebiet
Das Einzugsgebiet des Bernbachs liegt im Steigerwaldvorland von Neuses als Teil des Steigerwaldvorlandes und wird durch ihn über den Rotenbach/die Sommerach, den Main und den Rhein zur Nordsee entwässert. Der Bach fließt zu großen Teilen durch bewaldetes Gebiet.
Es grenzt
- im Norden und Westen an das Einzugsgebiet des Rotenbachs, der sich bachabwärts als Sommerach fortsetzt;
- im Osten an das des Schwarzachzuflusses Sadelsbach und
- im Süden an das Einzugsgebiet des Heiligenbachs, des linken Sommerach-Oberlaufs.

## Schutzgebiete
Die Ufer des Halbmeilenbachs sind heute nur zu einem geringen Teil unter Schutz gestellt, denn der Bach durchfließt eine schon seit Jahrtausenden vom Menschen in Anspruch genommene Region. Der Oberlauf des Bachs wurde von den unteren Naturschutzbehörden als Teil des Vogelschutzgebietes Südliches Steigerwaldvorland ausgewiesen; das Areal bietet Nistplätze für verschiedene Stand- und Zugvögelarten. Besonderen Schutz erhielt ein Biotop, das unmittelbar an die Staatsstraße 2260 grenzt. Zwischen Eichfeld und Volkach blieben entlang des Halbmeilenbachs kleine Auwaldbereiche erhalten.

## Einzelnachweis
1. 1 2 3  BayernAtlas der Bayerischen Staatsregierung (Hinweise)